# SH2 doména

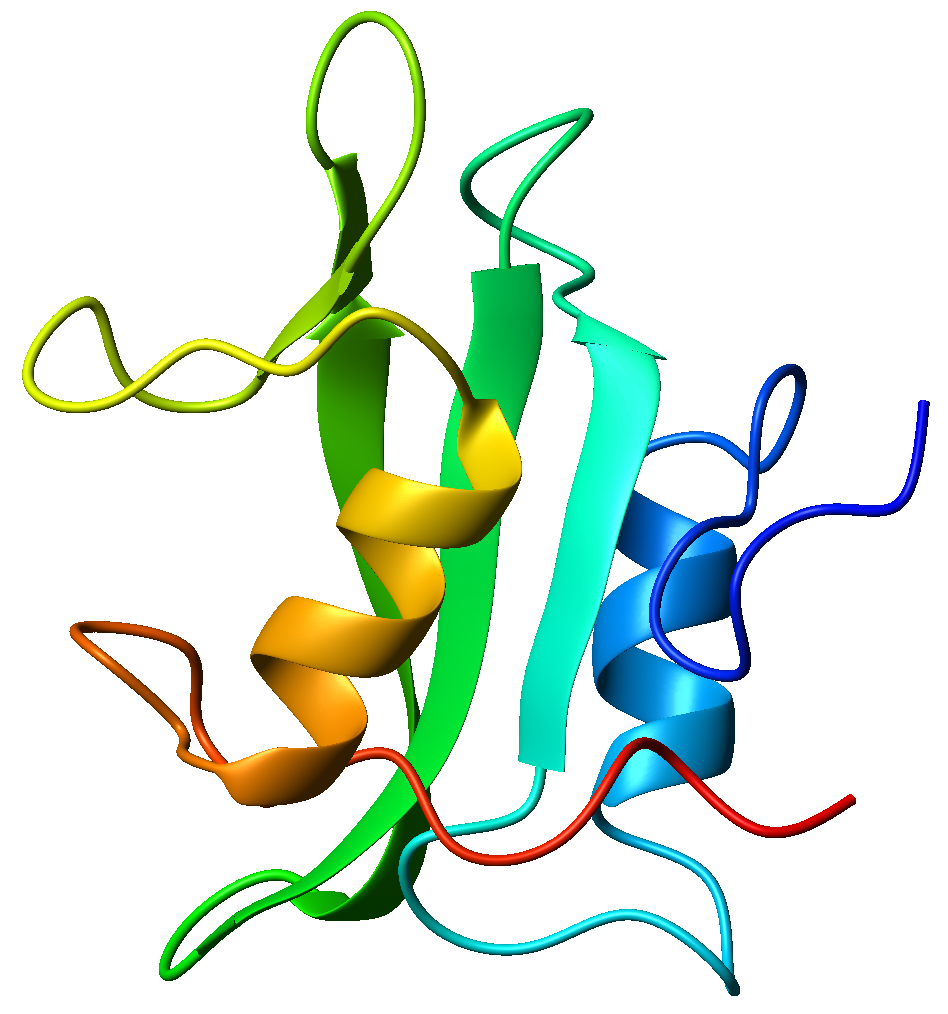
Krystalografií určená struktura typické SH2 domény

SH2 doména (Src-homology 2 domain) je strukturní doména vyskytující se v různé míře u všech eukaryotických organismů; je typická tím, že se váže na fosforylovaný tyrosin (fosfotyrosin, pY). Je součástí celé řady především signálních bílkovin v buňce, jako jsou: Lck, ZAP-70, Fyn, Src, Grb2, STAT, SHIP či PI3K. SH2 rozeznává strukturní motiv pY-XX-Z, tzn. váže se na fosfotyrosin a další aminokyselinu vzdálenou tři pozice od fosfotyrosinu.